# UEFA Super Cup 2018
De UEFA Super Cup 2018 was de 43e editie van de UEFA Super Cup. Real Madrid, winnaar van de UEFA Champions League 2017/18, nam het op tegen stadsrivaal Atlético Madrid, winnaar van de UEFA Europa League 2017/18. De wedstrijd werd gespeeld op 15 augustus 2018 in de A. Le Coq Arena in Tallinn.

## Teams
| Team            | Kwalificatie                          | Datum kwalificatie | Vorige deelname                    |
| --------------- | ------------------------------------- | ------------------ | ---------------------------------- |
| Real Madrid     | Winnaar UEFA Champions League 2017/18 | 26 mei 2018        | 1998, 2000, 2002, 2014, 2016, 2017 |
| Atlético Madrid | Winnaar UEFA Europa League 2017/18    | 16 mei 2018        | 2010, 2012                         |

## Wedstrijd

### Wedstrijddetails
|                              |                             |                               |                                    |                                                                                |
| 15 augustus 2018 21:00 UTC+2 | Real Madrid                 | 2 – 4 (n.v.) (1 – 1), (2 – 2) | Atlético Madrid                    | A. Le Coq Arena, Tallinn Toeschouwers: 14.000 Scheidsrechter: Szymon Marciniak |
| 15 augustus 2018 21:00 UTC+2 | Benzema 27' Ramos 63' (pen) |                               | 1', 79' Costa 98' Ñíguez 104' Koke | A. Le Coq Arena, Tallinn Toeschouwers: 14.000 Scheidsrechter: Szymon Marciniak |

1972 · 1973 · 1974 · 1975 · 1976 · 1977 · 1978 · 1979 · 1980 · 1981 · 1982 · 1983 · 1984 · 1985 · 1986 · 1987 · 1988 · 1989 · 1990 · 1991 · 1992 · 1993 · 1994 · 1995 · 1996 · 1997 · 1998 · 1999 · 2000 · 2001 · 2002 · 2003 · 2004 · 2005 · 2006 · 2007 · 2008 · 2009 · 2010 · 2011 · 2012 · 2013 · 2014 · 2015 · 2016 · 2017 · 2018 · 2019 · 2020 · 2021 · 2022 · 2023 · 2024